# Wierlauke (Welver)
Koordinaten: 51° 38′ 15″ N, 8° 1′ 18″ O
Das Naturschutzgebiet Wierlauke liegt auf dem Gebiet der Gemeinde Welver im Kreis Soest in Nordrhein-Westfalen. Das Gebiet erstreckt sich östlich von Nateln, einem Ortsteil von Welver. Westlich und nördlich verläuft die Landesstraße L 795. Südlich fließt die Ahse und verläuft die L 670. Nördlich schließt sich direkt das 23,7 ha große Naturschutzgebiet Wierlauke an.

## Bedeutung
Für Welver ist seit 2013 ein 53,0 ha großes Gebiet unter der Schlüsselnummer SO-097 als Naturschutzgebiet ausgewiesen.